# Rafael Català i Dalmau
Rafael Català i Dalmau (Barcelona, 1962) és un historiador i editor català.
Fill del fotògraf i historiador Pere Català i Roca i de Maria Carme Dalmau i Dalmau, filla i continuadora
de l'obra de l'editor Rafael Dalmau i Ferreres, Rafael Català ha estat vinculat al món editorial des de molt jove. L'any 1989 es va posar al capdavant de l'editorial Rafael Dalmau, especialitzada en història i geografia de Catalunya, on dirigeix diferents col·leccions. A banda de la seva tasca com a editor, s'ha dedicat professionalment també a la divulgació històrica. Com a historiador, ha publicat treballs de recerca sobre bandolerisme del Barroc, el port de Tamarit o la demografia catalana del segle xviii. A més, ha combinat l'activitat editorial amb els cursos sobre història i cultura catalanes.

## Publicacions[2]
- "Valentí Gual i "Rafael Dalmau Editor": una col·laboració àmplia i fèrtil". Aplec de treballs, ISSN 0211-9722, Núm. 35, pàgs. 61-65 (2017)
- "El procés contra el bandoler Gabriel Oliver. Barberà 1628", amb Valentí Gual i Vilà. Aplec de treballs, ISSN-e 2013-9314, Núm. 7, pàgs. 143-192 (1985)
- "Un cas de bandolerisme popular: el vallenc Gabriel Oliver", amb Valentí Gual i Vilà. A: Primer Congrés d'Història Moderna de Catalunya: [Barcelona, del 17 al 21 de desembre de 1984: actas], Vol. 2, ISBN 84-7528-154-0, pàgs. 57-64 (1984)